# Rondeletia petiolata
Rondeletia petiolata är en måreväxtart som beskrevs av George Richardson Proctor. Rondeletia petiolata ingår i släktet Rondeletia och familjen måreväxter. Inga underarter finns listade i Catalogue of Life.